# Société des artistes français
Pour les articles homonymes, voir SAF.
La Société des artistes français est une association loi de 1901 instaurée en 1881 par Jules Ferry, notamment pour gérer le Salon des artistes français, une exposition annuelle succédant au Salon de peinture et de sculpture.

## Historique
Le 27 décembre 1880, Jules Ferry demande aux artistes admis une fois au Salon de constituer la Société des artistes français, héritière du Salon créé en 1663 par Colbert. En 1881, la Société des artistes français reçoit la mission d’organiser, en lieu et place de l’État, l’exposition annuelle des Beaux-Arts. En 1883, le palais de l'Industrie est mis à disposition des artistes pour 1 franc symbolique.
Le président de la République assistera au vernissage.

### Construction du Grand Palais par et pour les artistes français
Un concours d’idées est ouvert le 9 août 1894. Son but est de concevoir un bâtiment mieux adapté à l’art que ne l’est le palais de l'Industrie : 

« Projet du concours… Arrêté du ministre du commerce… Tout l’édifice s’y résume en un palais des Arts destiné à des expositions de sculpture et de peinture… »

Les projets retenus sont ceux d’architectes sociétaires des Artistes français qui font appel à des sculpteurs et à des peintres également sociétaires des Artistes français. On peut donc affirmer que ce sont les artistes eux-mêmes qui ont conçu et réalisé le Grand-Palais pour abriter leurs expositions. En 1898 est commencée la construction du Grand-Palais. Inauguré en 1900 à l’occasion de l’Exposition universelle, deux années auront suffi pour le construire. Afin qu'il ne soit pas détourné de sa destination, on grave sur son fronton : « Monument consacré par la République à la Gloire de l'Art Français », inscription encore visible au-dessus de l'entrée du palais de la découverte.

« Le Président de la République […] Décrète : Art. 1er.- Le Grand-Palais des Champs-Élysées sera désormais affecté exclusivement aux divers services du ministère de l’instruction publique et des Beaux-Arts (Direction des Beaux-Arts). […] Fait à Paris, le 30 avril 1901. »

— Émile Loubet

### Extraits des discours de Raymond Poincaré prononcés au palais de l'Industrie

#### 1893
« […] Jules Ferry avait voulu, messieurs, que vous fussiez libres et que le Gouvernement n’étendit pas sur vous l’apparence même de son autorité. Mais, pas plus que vous, il n’avait admis que la neutralité de l’État pût dégénérer en indifférence. Il n’entendait pas que l’administration s’avisât de vous régenter, de vous surveiller ou de vous contrôler ; il considérait, en revanche, qu’elle ne devait rien épargner pour vous aider et pour contribuer, d’accord avec vous, au développement de l’art français. (Applaudissements.) Tels sont les sentiments dans lesquels ont persévéré tous ses successeurs et dont est également pénétré, messieurs, le ministre actuel. »

#### 1895
À l’occasion de la remise des prix du Salon des artistes français, le 1er juillet 1895, au palais de l'Industrie, Raymond Poincaré, ministre de l’instruction publique, des beaux-arts et des cultes, fait allusion au futur Grand Palais :

« […] J’ai cru d’ailleurs comprendre, à certains passages un peu mélancoliques du discours de M. Detaille, que si « magnifique » et si « digne de l’art français » qu’il soit, le palais nouveau que vous donnera l’Exposition Universelle de 1900 ne remplacera peut-être complètement celui-ci, ni pour vos yeux, ni pour vos cœurs. […] Soyez tranquilles messieurs : quoi qu’il advienne, le Gouvernement ne vous marchandera pas son hospitalité ; et si pittoresque que soit le Pont-Neuf, nous ne vous condamnerons pas à y reprendre une coutume qui, en 1663 déjà, devenait incommode et qui, au début du vingtième siècle, ne laisserait pas de paraître un peu surannée… fermer ou suspendre vos expositions, ce serait un peu, pardonnez-moi la comparaison, comme si l’on s’avisait, sous le régime parlementaire, d’interdire l’accès de la tribune. L’État, messieurs, est impartial et éclectique. Il ne donne pas de conseils, il ne propage pas de théories. […] La tâche de l’État n’est donc pas de favoriser des genres, de donner des directions, d’immobiliser la vie dans le cadre des leçons artificielles. […] Mais, pas plus que vous, Jules Ferry n’avait admis que la neutralité de l’État pût dégénérer en indifférence. Il n’entendait pas que l’administration s’avisât de vous régenter, de vous surveiller ou de vous contrôler; il considérait, en revanche, qu’elle ne devait rien épargner pour vous aider et pour contribuer, d’accord avec vous, au développement de l’art français. (Applaudissements.) Tels sont les sentiments dans lesquels ont persévéré tous ses successeurs et dont est également pénétré, messieurs, le ministre actuel. »

### De nos jours
La Société des artistes français est ouverte à tous les artistes français et étrangers. Elle présente des artistes internationaux, admis par un jury régulièrement renouvelé qui les sélectionne et distribue médailles et prix privés. Peintres, sculpteurs, architectes, photographes, graveurs exposent leur travail directement, sans intermédiaire, hors des circuits commerciaux.
Chaque année, le Salon provoque des événements : expositions de musées, académies ou écoles d'art et graphisme, des rétrospectives historiques et présente des innovations technologiques liées aux pratiques artistiques.

## Organisation

### Présidents de l’association depuis 1881
- 1881 : Antoine-Nicolas Bailly, architecte
- 1891 : Léon Bonnat, peintre
- 1896 : Édouard Detaille, peintre
- 1900 : Jean-Paul Laurens, peintre
- 1901 : William Bouguereau, peintre
- 1904 : Tony Robert-Fleury, peintre
- 1907 : Henri-Paul Nénot, architecte
- 1910 : Victor Laloux, architecte
- 1913 : Antonin Mercié, sculpteur
- 1917 : François Flameng, peintre
- 1920 : Victor Laloux, architecte
- 1922 : Jules Coutan, sculpteur
- 1924 : Henri-Paul Nénot, architecte
- 1926 : Paul Chabas, peintre
- 1936 : Alphonse Defrasse, architecte
- 1939 : Albert Tournaire, architecte
- 1941 : Henri Bouchard, sculpteur
- 1945 : Albert Tournaire, architecte
- 1947 : Jules Formigé, architecte
- 1952 : Marcel Parturier , peintre
- 1955 : Georges Labro, architecte
- 1959 : Jean-Gabriel Goulinat, peintre
- 1965 : Georges Cheyssial, peintre
- 1977 : Georges Muguet, sculpteur
- 1979 : Paul Ambille, peintre
- 1981 : Arnaud d'Hauterives, peintre
- 1991 : Jean-Marie Zacchi, peintre
- 1994 : Jean Campistron, peintre
- 1997 : Françoise Zig-Tribouilloy, graveur
- 2000 : Christian Billet, peintre
- 2010 : Viviane Guybet, sculpteur
- 2013 : Martine Delaleuf, peintre et architecte
- 2020 : Bruno Madelaine, sculpteur